# Międzynarodowy Dzień Ograniczania Skutków Katastrof
Międzynarodowy Dzień Ograniczania Skutków Katastrof (ang. International Day for Disaster Reduction) – święto obchodzone 13 października od 2009 roku, ustanowione przez Zgromadzenie Ogólne ONZ (rezolucja 64/200 z 21 grudnia 2009).

## Historia
Święto to jest kontynuacją Międzynarodowego Dnia Ograniczania Klęsk Żywiołowych (ang. International Day for Natural Disaster Reduction, rezolucja 44/236 z 22 grudnia 1989) obchodzonego w 2. środę października.

## Obchody
Celem obchodów święta jest podniesienie świadomości społeczeństwa o tym, jakie ludzie podejmują działania w celu zmniejszenia ryzyka katastrof.
W 2011 roku takim celem było podkreślenie kluczowej roli dzieci i młodzieży. 
Z tej okazji sekretarz generalny ONZ, Ban Ki-moon, tak powiedział:

Przesłanie jest jasne: zmniejszenie ryzyka występowania klęsk żywiołowych powinno być codzienną troską każdego człowieka. Zainwestujmy dziś wszyscy w bardziej bezpieczne jutro.